# Karl Vind
 Der er for få eller ingen kildehenvisninger i denne artikel, hvilket er et problem. Du kan hjælpe ved at angive troværdige kilder til de påstande, som fremføres i artiklen.

Karl Damkjær Vind (3. april 1933 – 14. juli 2004) var en dansk økonom og professor. 
Søn af billedskærer Svend Damkjær Vind og Anne Marie Vind født Flensburg.
Karl Vind blev cand.polit. i 1958. Som 33-årig blev han i 1966 professor ved Økonomisk Institut, Københavns Universitet, med matematisk økonomi som forskningsområde. 
Han havde en tæt tilknytning til universitetet i Berkeley, USA, hvor han samarbejdede med flere nobelpristagere, særligt Gerard Debreu.

## Bidrag til økonomisk teori
I 1986 viste Karl Vind, at Edgeworthes ligevægtsbegreb, bytteligevægt, var helt anderledes fra nogen af de ligevægtsbegreber, som var kendt fra spilteori og den generelle ligevægtsteori. Hverken Nash-ligevægt – med antagelsen om at de enkelte agenter tager hvad, de andre agenter gør, som givet – eller forskellige kooperative løsningsbegreber kan anvendes, når man ønsker at studere Edgeworthes bytteligevægt; Det var nødvendigt at introducere koordination i sociale systemer. To eller flere agenter koordinerer deres handlinger, hvis, når de betragter en alternativ til en handling, de antager at agenterne med hvem de koordinerer også vælger en alternativ handling. 
Karl Vind definerede i 1983 et generelt ligevægtsbegreb, som blev kaldt ligevægt med koordinering, hvor han også gav en eksistenssætning, en sammenligning mellem koordineringsligevægt og optimalitet, og en anvendelse af disse resultater i en situation med bytteligevægt. Dermed var Karl vind i 1986 i stand til at give en formaliseret definition af Edgeworthes bytteligevægtsbegreb og studere mulighederne for eksistens af Edgeworthes bytteligevægt – eller hvorfor bytteligevægt ikke nødvendigvis behøver at eksistere. Karl Vind formaliserede i 1995 Edgeworthes generelle ligevægtsbegreb final settlements in a perfect field of competition, som indeholder såvel kernen som bytteligevægt som specialtilfælde. 
Karl Vind rettede i 1995 en stærk kritik af den institutionsfri udlægning af Edgeworthes kontrakt-og bytteteori. Det institutionsfri løsningsbegreb kernen, som ganske vist viser sig at være et specialtilfælde af Edgeworthes final settlement kan ifølge Karl Vind ikke findes nogen steder i Edgeworthes bog, Mathematical Psychics (1881). Karl Vind viste i 1995, at Edgeworthes definition af det for økonomer så vigtige begreb konkurrence og ligevægtsbegreber kun giver mening i et samfund med institutioner og kan ikke som de fleste matematiske økonomer tror defineres og beskrives ved hjælp af kun ét spil. Karl Vind viste at Edgeworthes begreb om konkurrence kun kunne defineres og beskrives i et samfund/økonomi bestående af multiple simultane spil, hvor den vigtigste beslutning for de individuelle agenter var, at de hver for sig besluttede, hvilke spil de ønskede at deltage i. Det, at den individuelle agent kunne deltage i mange spil (kontrakter) samtidigt og afgøre, uden at blive enig med de øvrige deltagere, om han enten ønskede at spille med i et spil eller trække sig ud af spillet (rekontrahere) eventuelt med henblik på at deltage i andre spil, var helt afgørende i Edgeworthes definition af konkurrence. Matematiske økonomer har troet, at ligevægtsbegreber i økonomisk teori er analoge med eller specialtilfælde af ligevægtsbegreber hentet fra spilteorien. Edgeworthes abstrakte ligevægtsbegreb, final settlement, såvel som hans specielle ligevægtsbegreb, bytteligevægt, og Karl Vind's formaliseret redefinering af disse fundamentale økonomiske begreber viser, at dette ingenlunde er tilfældet.

## Udvalgte publikationer
- "Equilibrium with arbitrary market structure", Economic Theory, Springer, vol. 25(1), 123-134, 2005 (med Birgit Grodal).

- "von Neumann Morgenstern preferences", Journal of Mathematical Economics, Elsevier, vol. 33(1), 109-122, 2000.

- "Perfect competition or the core", European Economic Review, Elsevier, vol. 39(9), 1733-1745, 1995.

- "Two characterizations of bargaining sets," Journal of Mathematical Economics, Elsevier, vol. 21(1), 89-97, 1992.

- "Independent preferences," Journal of Mathematical Economics, Elsevier, vol. 20(1), 119-135, 1991.

- "On State Dependent Preferences and Subjective Probabilities," Econometrica, Econometric Society, vol. 51(4), 1021-31, 1983 (med Edi Karni og David Schmeidler).

- "A Note on "A Four-Flagged Lemma."," Review of Economic Studies, Blackwell Publishing, vol. 41(4), 1974.

- "Fair Net Trades," Econometrica, Econometric Society, vol. 40(4), 637-42 1972 (med David Schmeidler).

- "A Third Remark on the Core of an Atomless Economy," Econometrica, Econometric Society, vol. 40(3), 585-86, 1972.

- "Tariffs and Trade in General Equilibrium: Reply," American Economic Review, American Economic Association, vol. 59(3), 424-26, 1969 (med Bo Södersten).

- "Equilibrium with Coordination" Journal of Mathematical Economics, 12, 275-285, 1983.

- "Exchange Equilibrium" Contributions to Mathematical Economics, in Honor of Gerard Debreu, 431-439, chapter 22 in W. Hildenbrand and A. Mas-Colell (eds) 1986.